# Philodromus verityi
Philodromus verityi är en spindelart som beskrevs av Schick 1965. Philodromus verityi ingår i släktet Philodromus och familjen snabblöparspindlar. Inga underarter finns listade i Catalogue of Life.